# Škoda 150
Der Laurin & Klement 150 war das kleinere Schwestermodell des Laurin & Klement 105. Der PKW kam 1923 mit verschiedenen Aufbauten in Holz-/Stahlmischkonstruktion heraus. Da die Waffenfabrik Škoda Laurin & Klement 1925 aufgekauft hatte, wurde der Wagen dann erstmals auch als Laurin&Klement-Škoda 150 oder als Škoda 150 angeboten.
Der wassergekühlte, seitengesteuerte Viertakt-Motor mit L-Kopf hatte einen Hubraum von 1460 cm³ und eine Leistung von 20 PS (15 kW). Er beschleunigte das Fahrzeug bis auf 85 km/h. Über das an den Motorblock angeflanschte Getriebe und eine Kardanwelle wurde die Antriebskraft an die Hinterräder weitergeleitet. Der Rahmen des Wagens bestand aus genieteten Stahl-U-Profilen.

## Quelle
- Fahrzeughistorie von Skoda.de
- Legenden von Skoda.de